# 3251 Eratosthenes
3251 Eratosthenes este un asteroid din centura principală, descoperit pe 24 septembrie 1960 de PLS.